# Coral de Bilbao

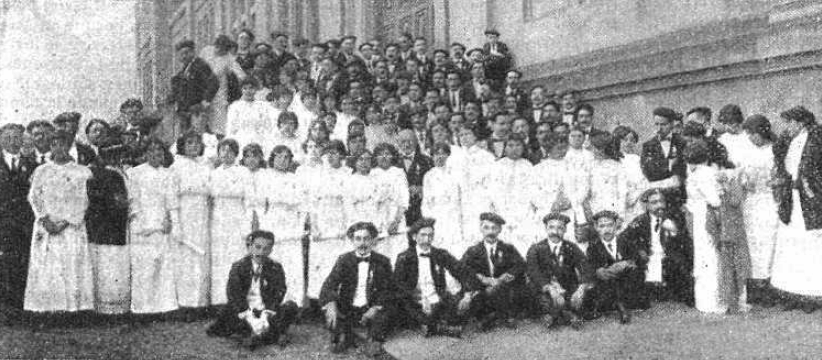
La coral en 1913

La Sociedad Coral de Bilbao es una asociación dedicada a fomentar la actividad musical. Fundada en 1886 con el nombre de Orfeón Bilbaíno, la Sociedad Coral de Bilbao (en euskera, Bilboko Koral Elkartea) es una entidad cultural sin ánimo de lucro declarada de Interés General por el Gobierno Vasco. En la actualidad consta de tres coros y un conservatorio.

## Fundación
El 22 de junio de 1886 Cleto  Alaña  Landa (Bilbao 1865 - 1939) fundó el Orfeón Bilbaíno, cuya primera actuación fue acudir y ganar el primer premio de las Fiestas Euskaras de Durango. Dicho coro, de más de 80 componentes,era conocido popularmente como los "Txapelgorris". Después vinieron los triunfos en los certámenes de San Sebastián y Santander (1891), San Juan de Luz (1892), Biarritz (1893) y otros, tras los cuales el Orfeón Bilbaíno pasó a denominarse Sociedad Coral de Bilbao. Por ello  se le puede considera a Cleto de Alaña como el fundador de la actual Sociedad Coral de Bilbao. El 15 de marzo de 2013 fue homenajeado, junto con su primo Lope de Alaña y Errasti (Bilbao 1.850-1.926), por el Ayuntamiento de Bilbao colocando un memorial en el parque de Bilbao, con la inscripción, para ambos músicos : Fundadores de la Sociedad Coral, Sociedad  Filarmónica , Conservatorio de Música y Orquesta Sinfónica de Bilbao
Con ocasión de su centenario en 1986, recibió la Medalla de Oro al Mérito en las Bellas Artes. Ha sido también reconocida con la Medalla de Honor de la Real Academia de las Bellas Artes de San Fernando en 2005 y la Medalla de Oro de la Villa de Bilbao en 2007, entre otros galardones. En 2007, el presidente de la Institución, Cecilio Gerrikabeitia, recibió la Medalla de Caballero de la Orden de las Artes y las Letras, condecoración otorgada por el gobierno francés en reconocimiento a la actividad concertística del Coro Mixto en diversos auditorios franceses.

## Los coros
Entre los maestros que han dirigido sus coros desde sus comienzos con Cleto Zabala, están Aureliano Valle, Jesús Guridi, Arturo Inchausti, Timoteo Urrengoechea, J. M. Olaizola, Modesto Arana, Rafael Frühbeck de Burgos, Juan Cordero, Urbano Ruiz Laorden, Julen Ezkurra, Gorka Sierra, Iñaki Moreno, Joan Cabero, Julio Gergely y en la actualidad Enrique Azurza.
La lista de grandes directores con los que ha actuado tiene nombres como Fernández Arbós, Pérez Casas, Wladimir Golscham, Jesús Arámbarri, Lamote de Grignon, Ataúlfo Argenta, Jascha Horenstein, Sir Malcolm Sargent, Odón Alonso, Colman Pearce, Patrick Juzeau, Ros Marbá, Miguel Angel Gómez Martínez, Moshe Atzmon, Mstislav Rostropóvich, Theo Alcántara, Michel Plasson, Víctor Pablo Pérez, Jan Lathan-Koenig, Arturo Tamayo, Aldo Ceccato, Hans Graf, Juanjo Mena, Klaus Weise, Gianandrea Noseda, Elio Boncompagni, Michaël Schönwadt, Georges Prêtre, Alexander Rahbari, John Nelson, Uriel Segal, Josep Pons, Jerzy Semkow, Alexandre Dmitriev, Yutaka Sado, Martin Haselböck, Michiyoshi Inoue, Eric Whitacre y Chistoph Spering entre otros.
Ha estrenado en España obras tan importantes como el oratorio "La cena de los Apóstoles“ de Wagner, "Un Requiem Alemán“ de Brahms, "Vísperas Solemnes de Confesor“ de Mozart, el "Requiem“ de Verdi, el oratorio "Elías“ de Mendelssohn, "Salmo“ de Smith, "Las Bienaventuranzas“ de Franck, "Danzas del Príncipe Igor“ de Borodin, "Carmina Burana“ de Orff, "Hodie“ de Vaughan Williams y "Requiem“ de Ligeti. 
Entre sus estrenos mundiales hay que destacar el poema "Castilla“ de Arámbarri, la cantata "Illeta“ de Escudero, el oratorio „Gernika“ de Gorka Sierra y la obra de Karmelo Bernaola "Euskadi. Euskarari Abestia“. 
También en el campo lírico han desarrollado una gran actividad. A ella se deben entre otros los estrenos absolutos de la óperas "Maitena“ de Colín, "Mendi Mendiyan“ de Usandizaga, "Lide eta Txidor“ de Santos Intxausti, "Mirentxu“ y "Amaya“ de Guridi y "Gernika“ de Escudero. En 1991 participaron en el estreno mundial de "Medea“ de Mikis Theodorakis. 
En 1984 asume la dirección de la Coral Gorka Sierra, iniciándose una nueva etapa en la que han actuado en los principales festivales y salas de conciertos de España. A principios de 2007 fue nombrado para este cargo Iñaki Moreno que desde 1995 desempeñaba las labores de subdirector del coro. Han actuado acompañados de la práctica totalidad de las orquestas españolas así como con la Sinfónica de Moscú, Orquesta Radio-Difusión Portuguesa, Orquestas Nacionales de Burdeos-Aquitania, du Capitole de Toulouse, Lyon, Royal Philharmonic Orchestra, Orquesta Sinfónica de Budapest, Orquesta Sinfónica de Berlín, Orquesta Sinfónica de Aquisgrán, Orquesta de Cámara de París, Orquesta Lamoureux, Orquesta Wiener Akademie, Orquesta Sinfónica de Szeged y la Tokyo Metropolitan Symphonic Orchestra.
Entre sus grabaciones están las óperas "Goyescas“ de Granados junto a la Orquesta de Cadaqués y Gianandrea Noseda, y "Amaya“ de Guridi, con la Sinfónica de Bilbao; y junto a la Orchestre National du Capitole de Toulouse y su director Michel Plasson, un CD dedicado a compositores vascos y producido por el sello EMI.
Sus últimos trabajos editados son: la ópera "Turandot“ de Puccini, grabada junto a la Orquesta Filarmónica de Málaga y su director Alexander Rahbari para NAXOS; otro junto a la Orquesta Sinfónica de Euskadi y su director Cristian Mandeal, en el que interpretan varias obras de Pablo Sorozabal con CLAVES; la zarzuela "El Caserío“ de Guridi, junto a la Orquesta Sinfónica de Bilbao y su director Juanjo Mena, con MARCO POLO; y el Concierto para el Senado Conmemorativo del XXV Aniversario de la Constitución Española, con un programa de Música Sacra a cappella.

## El Coro Mixto
La Coral de Bilbao propiamente dicha, con un número de cantantes que, en función de la obra, oscila entre 25 y 150, se dedica habitualmente a las principales obras del repertorio sinfónico-coral -algunas de las cuales ha estrenado en España, como la Misa de Requiem de Giuseppe Verdi, Un Réquiem alemán (Brahms), el oratorio Elías, de F. Mendelssohnn, o Carmina Burana de C. Orff-, aunque también participa en conciertos a cappella, óperas y zarzuelas. 
Su director actual es Enrique Azurza, nombrado en abril de 2016.

### Grabaciones
Algunos de los discos más recientes del coro son los siguientes:
- Goyescas (ópera) Enrique Granados. Carmen González, soprano. Josep Ruiz, tenor. Maite Arruabarrena, mezzo. Alfonso Echeverría, barítono. Coral de Bilbao. Orquestra de Cadaqués. Gianandrea Noseda. Tritó. 1997

- Agur Jaunak: Musiques Basques Autores: Pablo Sorozábal/ Jesús Guridi/ Francisco Madina/ José Antonio Donostia/ José de Olaizola/ Gabriel Olaizola/ José María Iparagirre

Olatz Saitua-Iribar, soprano. Coral de Bilbao/Bilbao Choral Society. Orchestre National du Capitole du Toulouse/Toulouse Capitol Orchestra. Michel Plasson. EMI 1999. (reeditado en 2002) 
- Amaya (ópera) Jesús Guridi. Coral de Bilbao. Orquesta Sinfónica de Bilbao. Theo Alcántara. Marco Polo/Naxos. 2000.

- El Caserío (Zarzuela) Jesús Guridi. Vicente Sardinero. Ana Rodrigo. Emilio Sánchez. Sociedad Coral de Bilbao. Orquesta Sinfónica de Bilbao. Juan José Mena. Marco Polo/Naxos 2001

Pablo Sorozábal (Basque Music Collection vol. VI) Coral De Bilbao. Maite Arruabarrena, mezzosoprano. Orquesta Sinfónica de Euskadi. Christian Mandeal. Claves. 2002
- Turandot (ópera) Giacomo Puccini. Giovanna Casolla. Lando Bartolini. Masako Deguci. Francisco Heredia. Felipe Bou. Armando Ariostini. Javier Mas. Vincenç Esteve. Coral de Bilbao. Orquesta Filarmónica de Málaga. Alexander Rahbari. Naxos Records. 2003

- Gernika (ópera) Francisco Escudero. Ana María Sánchez, soprano. Manuel Lanza, barítono. Gustavo Peña, tenor. Alfonso Echeverría, barítono. Enrique Baquerizo, bajo. Fernando Cobo, tenor. Sociedad Coral de Bilbao. Orquesta Sinfónica de Euskadi. José Ramón Encinar. Decca. 2008.

## El Coro Euskeria de la Coral de Bilbao
Fundado en 1985 por Juan Luis Vázquez, es el coro joven de la Coral de Bilbao. Desde 1995 hasta septiembre de 2008, se encarga de la formación Iñaki Moreno, siendo sustituido por Urko Sangroniz a partir de ese momento.

## El Coro del Conservatorio
También llamado "coro infantil", fue fundado en 1984 por el entonces director de la Coral, Gorka Sierra. Desde 1995 lo dirige su actual director, José Luis Ormazabal.

### Grabaciones
Alegrías Cantata de Antón García Abril Coro del Conservatorio de la Sociedad Coral de Bilbao. Orquesta Sinfónica de Galicia. Victor Pablo. Fundación Autor. 1997

## Banda del Conservatorio de la Sociedad Coral de Bilbao
En la actualidad, dirigida por Aitor Flores.